# Lilleheden Station
Lilleheden Trinbræt er en dansk jernbanestation i byen Hirtshals i Nordjylland. Det betjener den østlige del af Hirtshals og rejsende til og fra det nærliggende Nordsøen Oceanarium.
Trinbrættet ligger på Hirtshalsbanen mellem Emmersbæk Trinbræt og Hirtshals Station. Det åbnede i 1940, blev nedlagt i 1956 men genåbnede i 1990'erne. Stationen betjenes i dag af tog fra Nordjyske Jernbaner, der kører hyppige lokaltog mellem Hirtshals og Hjørring, hvorfra der er forbindelse videre til Frederikshavn og Skagen den ene vej eller til Aalborg og Skørping den anden vej.

## Historie
Trinbrættet åbnede den 1. maj 1940. Det var lukket fra 1943 til 1946, da det lå i et område, der blev brugt af Værnemagten under Besættelsen. Trinbrættet blev nedlagt igen i 1956, men det blev genåbnet i 1990'erne.

## Trafik
Stationen betjenes af tog fra Nordjyske Jernbaner, der kører hyppige lokaltog mellem Hirtshals og Hjørring, hvorfra der er forbindelse videre til Frederikshavn og Skagen den ene vej eller til Aalborg og Skørping den anden vej.